# Osskó Judit
Osskó Judit (Szombathely, 1950. április 10. –) építész, műemlékvédelmi építész, televíziós szerkesztő, rendező, műsorvezető.

## Élete
A Budapesti Műszaki Egyetem építészmérnöki karán végzett 1973-ban, ugyanott műemlékvédelmi szakmérnöki képesítést is szerzett 1978-ban. diplomaszerzését követően rögtön a Magyar Televízióhoz került, ahol 1973-tól a képzőművészeti szerkesztőség munkatársa volt. 1974-től készítette az Unokáink is látni fogják műsort (melynek címe adta az ötletet Ráday Mihálynak az Unokáink sem fogják látni… c. sorozatához). Az első öt évben csak szerkesztette a műsort, munkamegosztásuk szerint Kopeczky Lajos volt a műsorvezető, 1979-től azonban már ő is vezette az adást. Körülbelül 1989–1994 között jelentkezett még egy műsorral Az én műtárgyam címmel, ahol ismert írók, szobrászok, építészek meséltek a számukra kedves műalkotásokról. 1987 óta tagja az Építészeti Kritikusok Nemzetközi Társaságának (Comité International des Critiques d'Architecture – CICA). 1997-től 1999-ig főmunkatársa, majd 1999-ben kulturális igazgatója volt a Magyar Televíziónak.
A televíziónál 2007-ig szerkesztett építészeti műsorokat.

## Díjai, elismerései
- Elnöki Nívódíj – Unokáink is fogják látni című műsorért
- Emlékplakett – Az építészet televíziós népszerűsítéséért (1979)
- Elnöki Nívódíj – Üzbegisztán-sorozat (1983)
- Sajtó Nívódíj (1986)
- Elnöki Nívódíj – az Ybl-bazárról készült film nemzetközi sikeréért (1989)
- Kós Károly-díj (1994)
- Dercsényi Dezső-sajtódíj (1995)
- Akadémiai Újságírói Díj (1997)
- Táncsics Mihály-díj (2000)
- Ybl Miklós-díj (2005)
- Prima Primissima díj (2006)

## Fő művei
- Osskó Judit (szerk.): Unokáink is látni fogják – RTV-Minerva, Budapest, 1979
- Major Máté – Osskó Judit – Dvorszky Hedvig (szerk.): Új építészet, új társadalom 1945–78 – Corvina Könyvkiadó Budapest, 1981 (társszerkesztő)
- Osskó Judit: Antall József – Kései memoár – Publikálatlan interjúk; jegyz. Buzinkay Géza; Corvina Könyvkiadó Budapest, 2003
- Osskó Judit: Unokáink is látni fogják. Tíz építészportré, 1977–1995. Szendrői Jenő, Vargha László, Dercsényi Dezső, Pierre Vago, Farkasdy Zoltán, Goldfinger Ernő, Csonka Pál, Rados Jenő, Gerő László, Jánossy György; jegyz., életrajzok Vukov Konstantin, interjúbev. Borvendég Béla et al.; Terc, Bp., 2007 + DVD
- Unokáink is látni fogják Portrék három évtized televíziós műsoraiból; Terc, Bp., 2020